# Charles D. Kimball

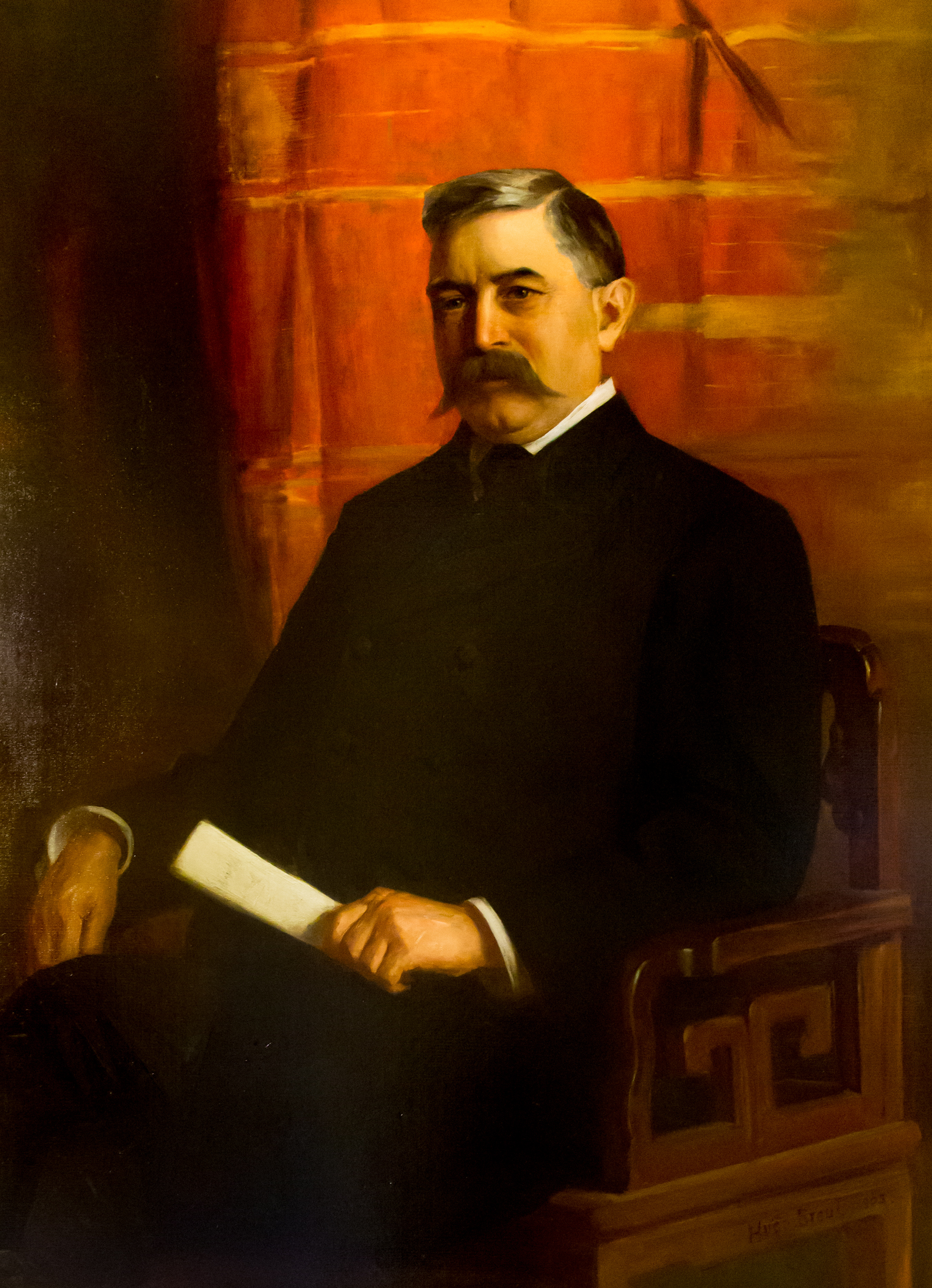
Charles D. Kimball

Charles Dean Kimball (* 13. September 1859 in Providence, Rhode Island; † 8. Dezember 1930) war ein US-amerikanischer Politiker und von 1901 bis 1903 Gouverneur des Bundesstaates Rhode Island.

## Frühe Jahre und politischer Aufstieg
Charles Kimball besuchte die öffentlichen Schulen seiner Heimat. Nach seiner Schulzeit arbeitete er für die Kimball & Colwell Company, an der sein Vater beteiligt war. In diesem Unternehmen gehörte er später als Leiter der Finanzabteilung dem Vorstand an. Kimball wurde Mitglied der Republikanischen Partei. Zwischen 1894 und 1900 war er Abgeordneter im Repräsentantenhaus von Rhode Island.

## Gouverneur von Rhode Island und weiterer Lebenslauf
Im Jahr 1900 wurde er zum Vizegouverneur seines Staates gewählt. Damit musste er nach dem Tod von Gouverneur William Gregory am 16. Dezember 1901 dessen Amt übernehmen und bis zum 3. Januar 1903 als Gouverneur amtieren. Im Jahr 1902 ließ er einen Streik bei der Eisenbahn durch die Miliz niederschlagen. Danach wurden die Gesetze zur täglichen Arbeitszeit geändert. Dieses Verhalten hat möglicherweise entscheidend zu Kimballs Niederlage im Jahr 1902 beigetragen, als er eine eigene Wahl in das Amt des Gouverneurs anstrebte.
Im Jahr 1916 war Kimball einer der republikanischen Wahlmänner bei der Präsidentschaftswahl dieses Jahres. Während des Ersten Weltkriegs war er im Auftrag der Bundesregierung als Food Administrator für die Kontrolle der Lebensmittelverteilung in Rhode Island zuständig. Später war er Mitglied und Vorsitzender im Stadtrat von Kingstown. Kimball war auch Ehrenoberst einer Veteraneneinheit in Rhode Island. Er starb am 8. Dezember 1930. Mit seiner Frau Gertrude Greenhalgh hatte er ein Kind.